# 2016年中华人民共和国国务院政府工作报告
2016年中华人民共和国国务院政府工作报告于2016年3月5日在第十二届全国人民代表大会第四次会议中由国务院总理李克强代表国务院（中央人民政府）发表。这是李克强发表的第三份政府工作报告。

## 内容

### 财政
- 保持經濟中高速增長，推動產業邁向中高端水平。年均增長保持在6.5%以上。
- 強化創新引領作用。到2020年，全社會研發經費投入強度達到2.5%，科技進步對經濟增長的貢獻率達到60%。
- 推進新型城鎮化和農業現代化，促進城鄉區域協調發展。到2020年，常住人口城鎮化率達到60%、戶籍人口城鎮化率達到45%。

### 民生
- 推動形成綠色生產生活方式，加快改善生態環境。五年內單位國內生產總值用水量、能耗、二氧化碳排放量分別下降23%、15%、18%，森林覆蓋率達到23.04%。
- 持續增進民生福祉，使全體人民共享發展成果。
  - 實施義務教育學校標準化、普及高中階段教育、建設世界一流大學和一流學科等工程，勞動年齡人口平均受教育年限從10.23年提高到10.8年。
  - 實現城鎮新增就業5000萬人以上。完善收入分配制度，縮小收入差距，提高中等收入人口比重。
  - 完善住房保障體系，城鎮棚戶區住房改造2000萬套。推進健康中國建設，人均預期壽命提高1歲。